# Pișcolt
Pișcolt là một xã thuộc hạt Satu Mare, România. Dân số thời điểm năm 2002 là 3279 người.